# Ryōko Tani

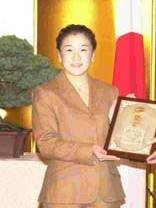
Ryōko Tani

Tani Ryōko (jap. 谷 亮子, Tani Ryōko; * 6. September 1975 in Fukuoka, Präfektur Fukuoka; geborene Tamura Ryōko, 田村 亮子) ist eine der erfolgreichsten japanischen Judoka und Politikerin. Sie ist zweifache Olympiasiegerin und siebenfache Weltmeisterin.
Tani begann im Alter von acht Jahren mit dem Judo. Auf internationaler Bühne machte sie erstmals 1991 bei den Judo-Weltmeisterschaften in Barcelona auf sich aufmerksam, als sie im Alter von 15 Jahren sich erst im Finale der Britin Karen Briggs geschlagen geben musste.
Von 1993 an gewann sie bei sieben von acht ausgetragenen Weltmeisterschaften den Titel in ihrer Gewichtsklasse Extraleichtgewicht.
Bei Olympischen Spielen musste sich Tani 1992 in Barcelona und 1996 in Atlanta jeweils mit der Silbermedaille zufriedengeben. Bei den Spielen 2000 in Sydney siegte sie im Finale gegen die Russin Ljubow Bruletowa und wurde erstmals in ihrer Karriere Olympiasiegerin. Ihren Titel konnte sie 2004 erfolgreich verteidigen. 2008 in Peking gewann sie die Bronzemedaille.
Tani ist in Japan unter dem Spitznamen Yawara-chan bekannt. Das Wort yawara bezieht sich auf eine bekannte Figur aus Naoki Urasawas Judo-Manga Yawara!. Seit 2003 ist sie mit dem japanischen Baseballspieler Yoshitomo Tani verheiratet, der 2004 ebenfalls an den Olympischen Spielen teilnahm.
Bei der Oberhauswahl 2010 trat Tani als Kandidatin der Demokratischen Partei auf der Verhältniswahlliste an, erreichte mit landesweit über 350 Tausend Vorzugsstimmen den zweiten Listenplatz und war für sechs Jahre als Abgeordnete gewählt. Ihre Judokarriere wollte sie zunächst parallel fortsetzen und plante, sich für die Olympischen Sommerspiele 2012 zu qualifizieren. Am 15. Oktober 2010 gab sie ihren Rücktritt als Sportlerin bekannt. Im Sommer 2012 reichte Tani gemeinsam mit weiteren Gegnern der geplanten Verdopplung der Mehrwertsteuer um Ichirō Ozawa ihren Parteiaustritt ein. Sie schloss sich Ozawas neuer Partei Kokumin no Seikatsu ga Daiichi (später →Japanische Zukunftspartei→Seikatsu no Tō) an. Bei der Oberhauswahl 2016 kandidierte sie nicht für eine Wiederwahl.